# SimSimi
SimSimi (pronunciado chim-chími) é um chatterbot criado em 2002 pela ISMaker. Os próprios usuários podem ensiná-lo novas respostas, o que causou controvérsias devido ao seu uso de palavras vulgares. Em abril de 2018, foi suspenso de inúmeros países, incluindo o Brasil,Rússia e Portugal
SimSimi está disponível na Web e como um aplicativo para iOS, Android e Windows Phone.
O nome do aplicativo vem da palavra coreana simsim (심심), que significa entediado.
O aplicativo foi banido na Tailândia em 2012 depois que os usuários o ensinaram a fazer respostas com palavrões e a criticar políticos importantes. Em abril de 2018, o SimSimi foi suspenso no Brasil devido a acusações de envio de mensagens inapropriadas, como linguagem sexual, bullying,crimes  e até ameaças de morte, sendo rotulado como "perigoso" principalmente devido à sua popularidade entre crianças, e segundo seu desenvolvedor, a suspensão do aplicativo no país "era inevitável porque o aplicativo SimSimi, pelo menos nos últimos dias, teve um impacto social negativo significativo no Brasil"